# エウフロニオス

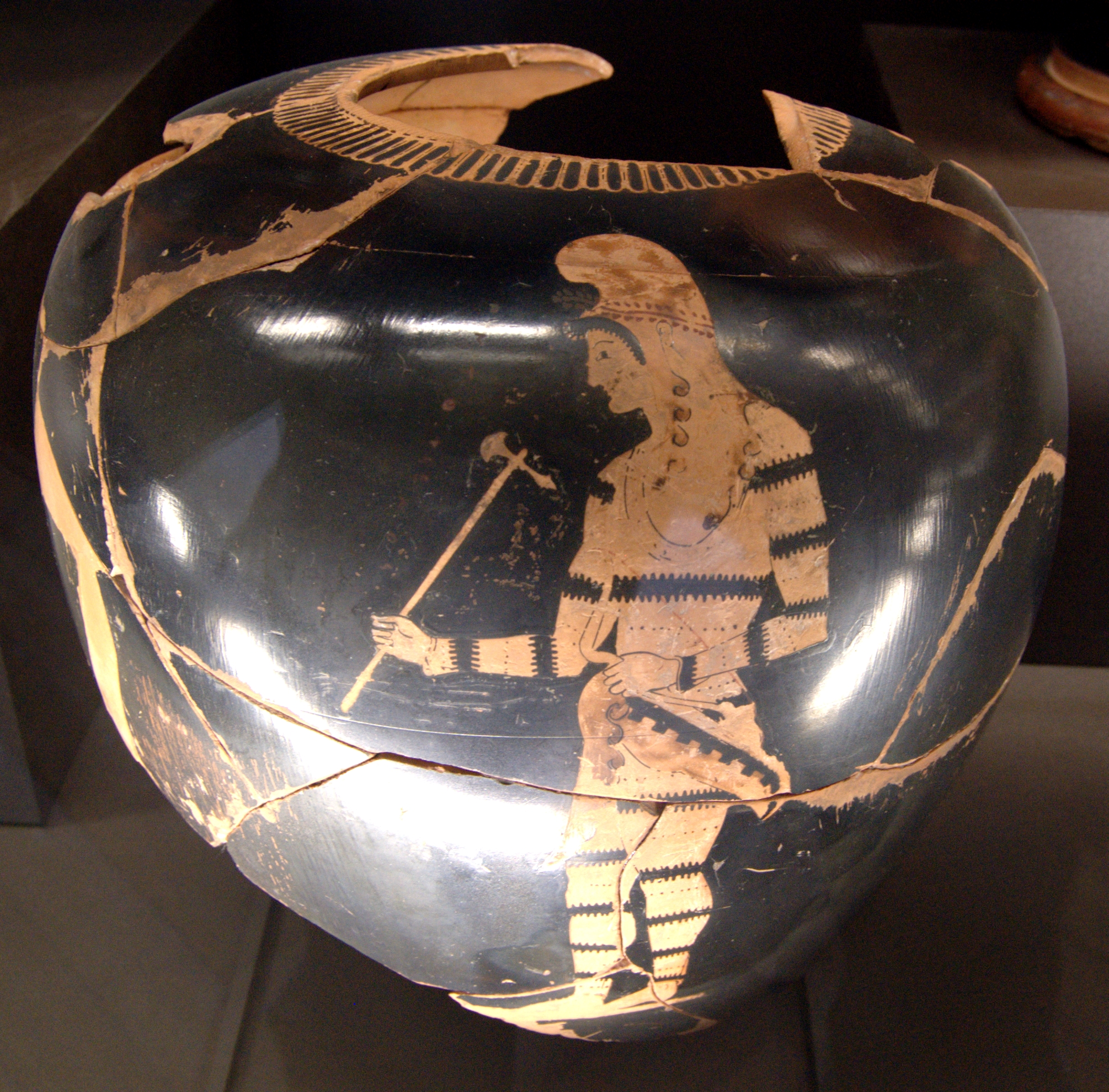
パリ ルーヴル美術館 G 106: スキタイ人の射手を描いたアンフォラ（紀元前510年-500年ごろ）

エウフロニオス（Euphronios、紀元前535年ごろ - 紀元前470年以降）は古代ギリシアの陶工兼絵付師で、紀元前6世紀末から紀元前5世紀初めのアテナイで活動した。エウフロニウスとも。「開拓者たち」または「先駆者たち」と呼ばれるグループ (Pioneer Group) の1人で、赤絵式陶器の最も重要な作家の1人とされている。その作品はアーカイック期後期から古典期前期の過渡期にあるとされている。

## 背景

### 古代ギリシアの陶器絵付師の発見
彫刻家などの他の古代ギリシアの芸術家に比べると、古代ギリシアの文献には陶器の絵付師についての言及が非常に少ない。芸術についての文献は古くから豊富にあるが、陶芸にはほとんど言及していない。したがって、エウフロニオスの生涯やその芸術的発展は、他の絵付師と同様、その作品群だけから推定するしかない。
古代ギリシアの陶器についての科学的研究は18世紀末ごろから始まった。当初は図像学的関心が中心だった。1838年、エウフロニオスの署名が発見され、個々の陶器について絵付師を特定できることが明らかとなった。そこで絵付師の署名についての研究が盛んとなり、19世紀末にはそれぞれの作風を要約できるまでになった。
考古学者 ジョン・ビーズリー はその要約を自身の研究の出発点とした。彼は数千のアッティカの黒絵式陶器および赤絵式陶器や破片について、美術史家ジョヴァンニ・モレッリの絵画研究手法を応用して体系化し分類した。アッティカの絵付師についての3巻の著作で、ビーズリーは今日までほぼそのまま通用する分類を達成している。彼は既知の絵付師を名前の不明なものも含めて全ての列挙した。現在も名前が不明の絵付師は多い。

### 紀元前6世紀後半のアテナイの状況
エウフロニオスが生まれたとされる紀元前535年ごろ、アテナイでは僭主ペイシストラトスの治世下で芸術と文化が花開いていた。当時アッティカの陶器の多くは黒絵式だった。また当時アッティカで生産された陶器の大部分はエトルリアに輸出されていた。現存するアッティカ製陶器の多くはエトルリアの墳墓に副葬品としてあったものである。
当時、陶器の絵付けはニコステネス(en)やアンドキデス(en)といった陶工が新風を吹き込んでいた。アンドキデスの工房では紀元前530年ごろから赤絵式陶器の生産を開始した。そして徐々に赤絵式が古い黒絵式に取って代わるようになった。エウフロニオスはアテナイでの初期の赤絵式を代表する人物となった。他の若い絵付師と共に、後世の研究者から赤絵式の「開拓者たち」または「先駆者たち」（Pioneer Group）と呼ばれている。

## Kachrylion の工房での修行
エウフロニオスは紀元前520年ごろからプシアクス(en)の指導の下で陶器の絵付けを始めたと見られている。後にエウフロニオスは自らの師匠も含め、年上の絵付師たちにも影響をあたえるまでに成長する。その後、陶工 Kachrylion の工房で働くようになり、絵付師オルトス(en)の指導を受けるようになった。
エウフロニオスの作品には当初からその芸術的特徴が現れている。神話の場面を描くのが得意で、堂々とした構図を好むが、日常生活の場面も得意とし、筋肉や動きの忠実な再現を特徴とする。後者の特徴は同様の傾向があるプシアクスの影響が見て取れる。この時代の作品としては破片を除けば、大英博物館の所蔵する碗 (E 41) とゲティ美術館の所蔵する作品 (77.AE.20) がある。
しかし、この時期の最も重要な作品はサルペードーンを描いた署名入りの作品である。この時代のエウフロニオスの作品はオルトスのものとされていたことがあり、この作品は初めて国際的にエウフロニオスの初期の作品と認められた。後の時代には傑作に署名することが一般化するが、黒絵式の時代や赤絵式の初期には絵付師が署名するのは珍しかった。

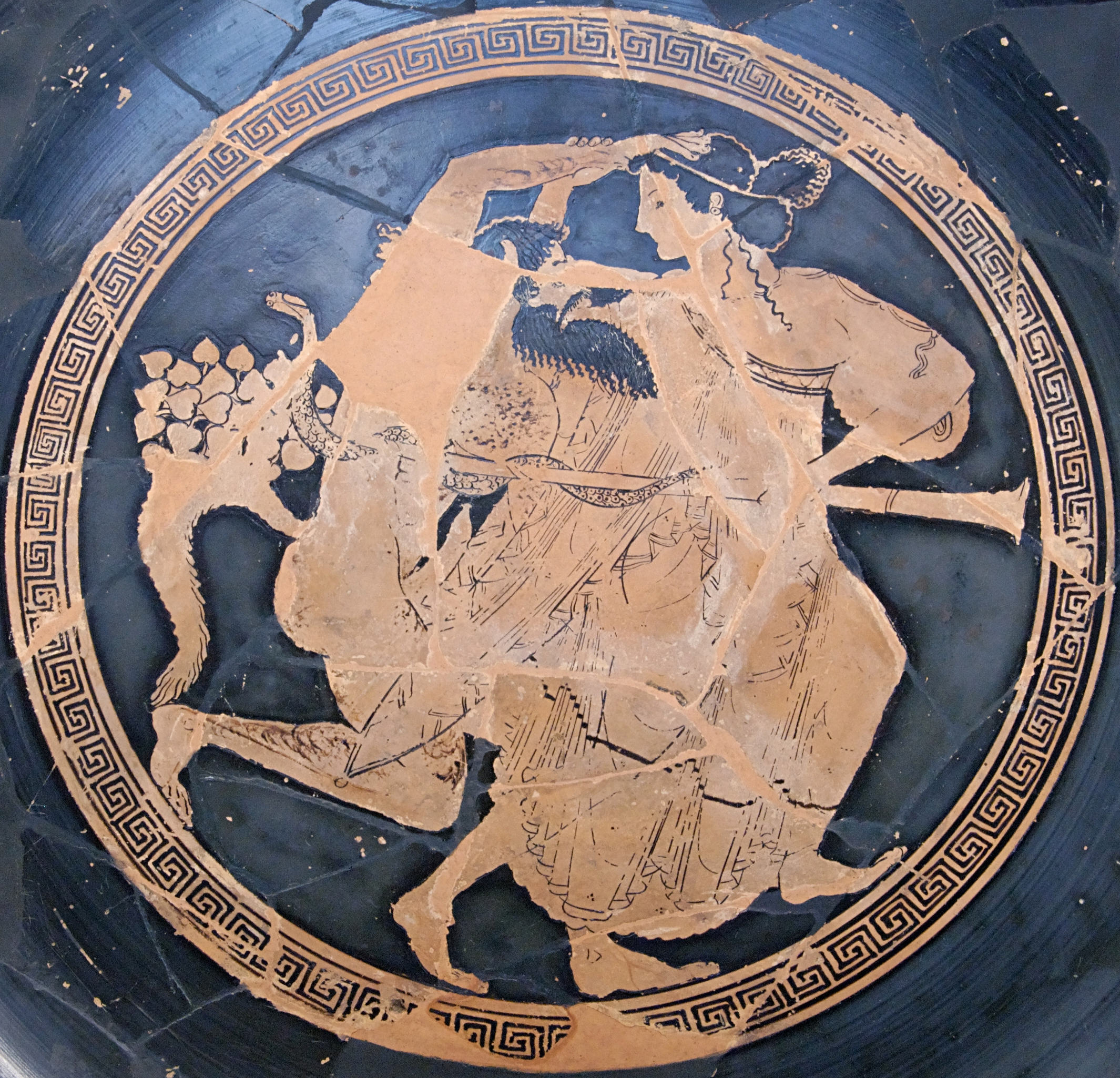
パリ ルーヴル美術館 G 34: 碗: マイナスを追いかけるサテュロス

エウフロニオスの既知の初期作品にも、赤絵式の絵付けに必要な技能が現れている。同様に赤絵式の標準となった技法の多くが彼の作品で最初に採用されたと見られている。人間を解剖学的に柔軟かつ正確に描くため、重要な輪郭線を厚塗りして盛り上げる技法を採用し、スリップ（液状粘土）を使用した。スリップはその使い方によって明るい黄色から濃い茶色まで様々に発色し、芸術的表現の可能性を大きく広げた。エウフロニオスの技術革新と芸術的革新は明らかにすぐさま広まった。Kachrylionの工房で働いていた他の絵付師だけでなく、かつての師匠であるプシアクスやオルトスまでがエウフロニオスの新技法や新様式を真似るようになっている。
Kachylionの工房は飲料を入れる容器しか生産していなかったが、エウフロニオスはそこで働き続けた。しかし、単純な碗だけでは彼の芸術的ひらめきを満足させられなくなっていった。彼は他の形状の陶器にも絵付けするようになり、おそらく他の陶工とも組むようになったと見られている。ヴィラ・ジュリア国立博物館はエウフロニオスの手による2つの初期のペリケを所蔵している。このような中程度の大きさの陶器により、人物像を描けるスペースがさらに広がった。ボストン美術館が所蔵しているプシュクテールも彼の初期の作品とされており、オルトスの作品とよく似ている。衣服のしわがしっかり描かれ、目はアーモンド形であごは小さく突き出ていて、手足はうまく描きわけられていない。後に描かれた粗雑な作品という説もある。
エウフロニオスのものとされる作品の制作年代については、他にも異論のある作品がある。彼の作品の発展の時系列についてはよく知られているが、個々の作品を正確にどの時点に置くかは難しい問題である。例えば、ベルリン古代美術館所蔵のパライストラで運動する男を描いた萼型クラテールは、その陶器の形状から後期の作品とされることが多い。筋肉の注意深い描写や厚塗りの浮き彫り線の使用などいくつか進んだ技法が見られるが、黒絵式の様式化された技法の影響が見られるという理由で初期の作品だとする説もある。それは、容器の口の周りのツタ模様、図像がかなり小さいこと、オルトスの作品との様式上の類似性などである。

## エウフロニオスとEuxitheos: 円熟期

### 革新と競争

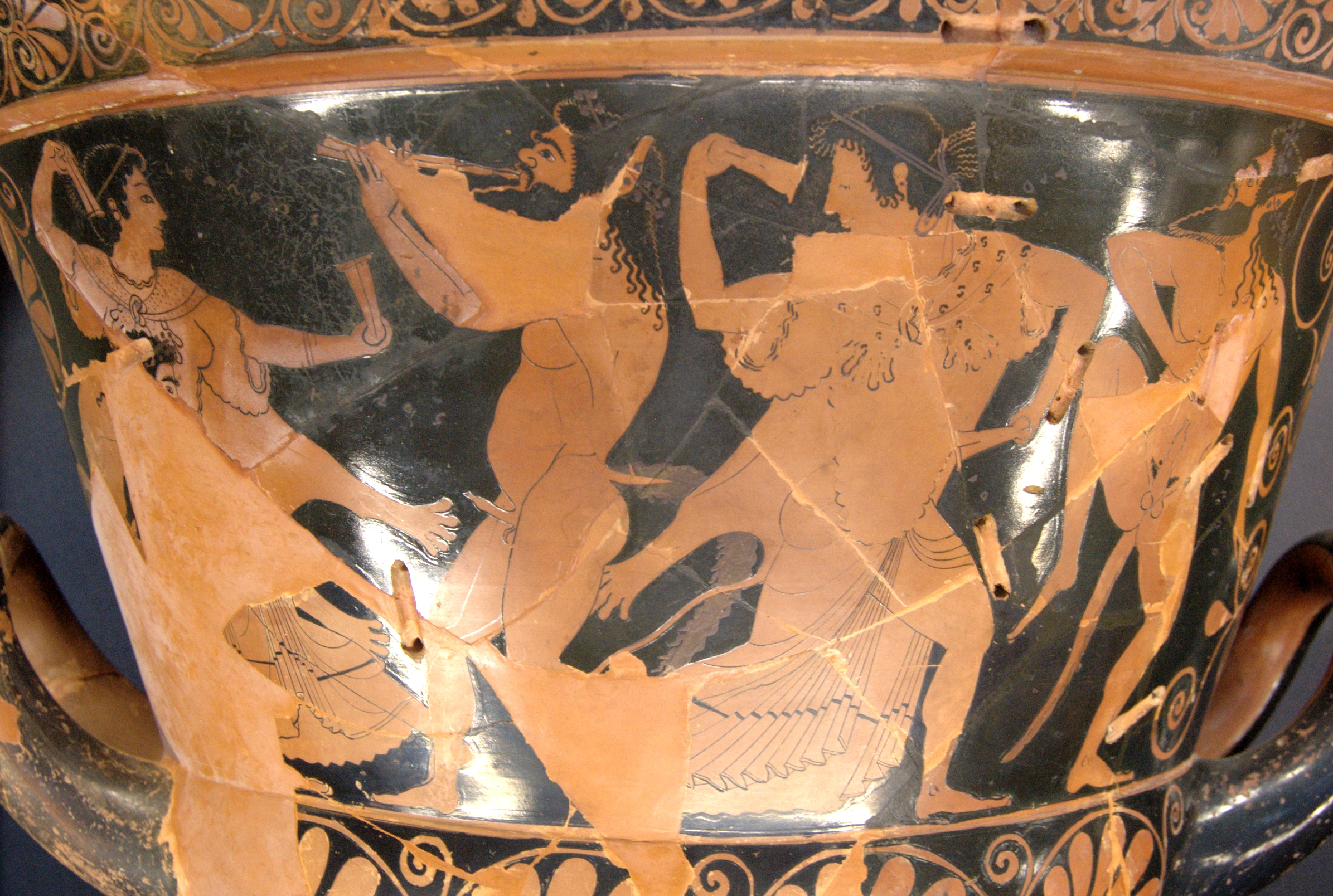
パリ ルーヴル美術館 G 33: エウフロニオスとEuxitheosの共同作品とされる萼型クラテール

紀元前510年ごろ、新たな作品のための媒体を探していたエウフロニオスは、新たな形状や装飾をよく試していた陶工 Euxitheos の工房で働くようになった。この時期にエウフロニオスは陶工としても絵付師としても大胆な実験を試みており、作品の時系列順序はかなりの確実さで推定可能となっている。
この時期の一部現存している萼型クラテール（ルーヴル美術館 G 110）は、エウフロニオスが自身の芸術的革新の影響にある程度自覚的だったことを暗に示している。その正面には自身が紀元前520年の碗にも描いたことのある古典的場面、ヘーラクレースとネメアーの獅子の戦いが描かれている。しかし背面には2つの場面が大胆かつ革新的に描かれている。上部にはコモスの光景が描かれており、その舞いの参加者は極端な姿勢で描かれている。下部には腕を後ろにもたれさせた人物の背後の像が描かれている。この光景が印象的であるためエウフロニオスがこの作品に署名したと見られている。その署名は独特で、Euphronios egraphsen tade すなわち「エウフロニオスがこれらを描いた」となっている。この作品は「開拓者たち」の代表例であり、1つの陶器が形式の発展にいかに寄与するかを示している。
革新が進む過程で、工房間の競争が激化していった。ミュンヘン古代美術博物館にはもう1人の「開拓者たち」であるエウテュミデス(en)のアンフォラがあり、「エウフロニオスには決して描けない」絵を描いたのだと記されている。これにはライバルの技量を尊敬しつつ、それと競争しようとする姿勢が現れている。同様にエウフロニオスの弟子と見られている若干若い絵付師スミクロス(en)は、師匠の作品をそっくり真似た作品で成功した。ゲティ美術館にあるスミクロスの署名入りプシュクテールには、エウフロニオスが Leagros という名の青年に求愛する様が描かれている。Leagros の名はエウフロニオスのカロス銘に頻繁に出てくる。

### ヘーラクレースとアンタイオス、サルペードーン - 2つの傑作

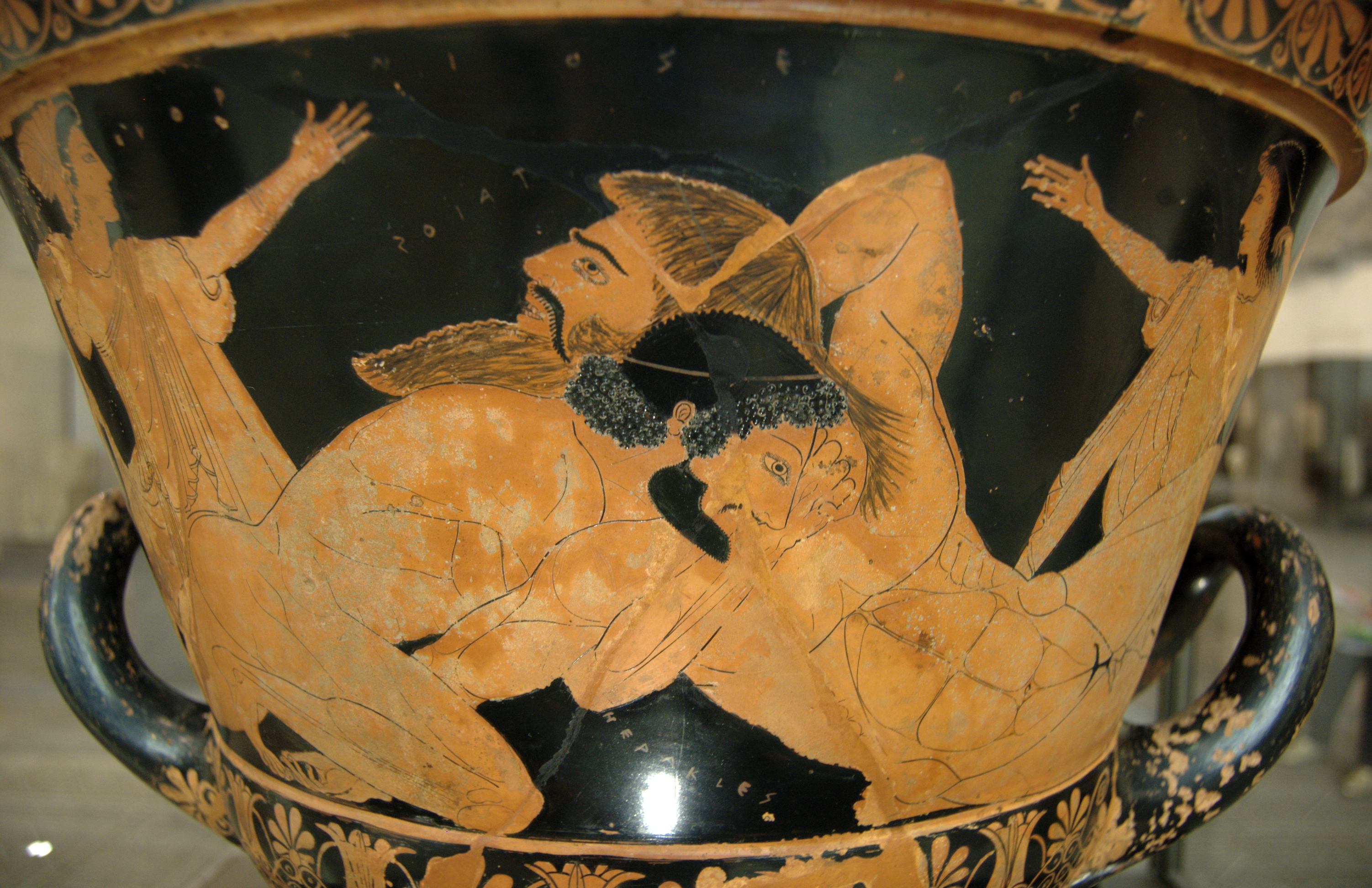
パリ ルーヴル美術館 G 103: ヘーラクレースとアンタイオスを描いた萼型クラテール

ヘーラクレースとアンタイオスの戦いを描いた萼型クラテールはエウフロニオスの傑作の1つとされている。野蛮なリビアの巨人アンタイオスと文明人であるギリシア人の英雄の対比は、ギリシア人の自己像を極端な形で反映させたもので、苦闘する人物の筋肉を正確に描くことで作品に優美さと力強さを添えている。両端に描かれた女性の優美さが中央の2人の力強さを強調している。この陶器の復元の際、下書きの線が見つかった。それによるとエウフロニオスは死に掛けた巨人の広げた腕の描き方で迷っていたが、絵付けに際してはその困難を克服している。

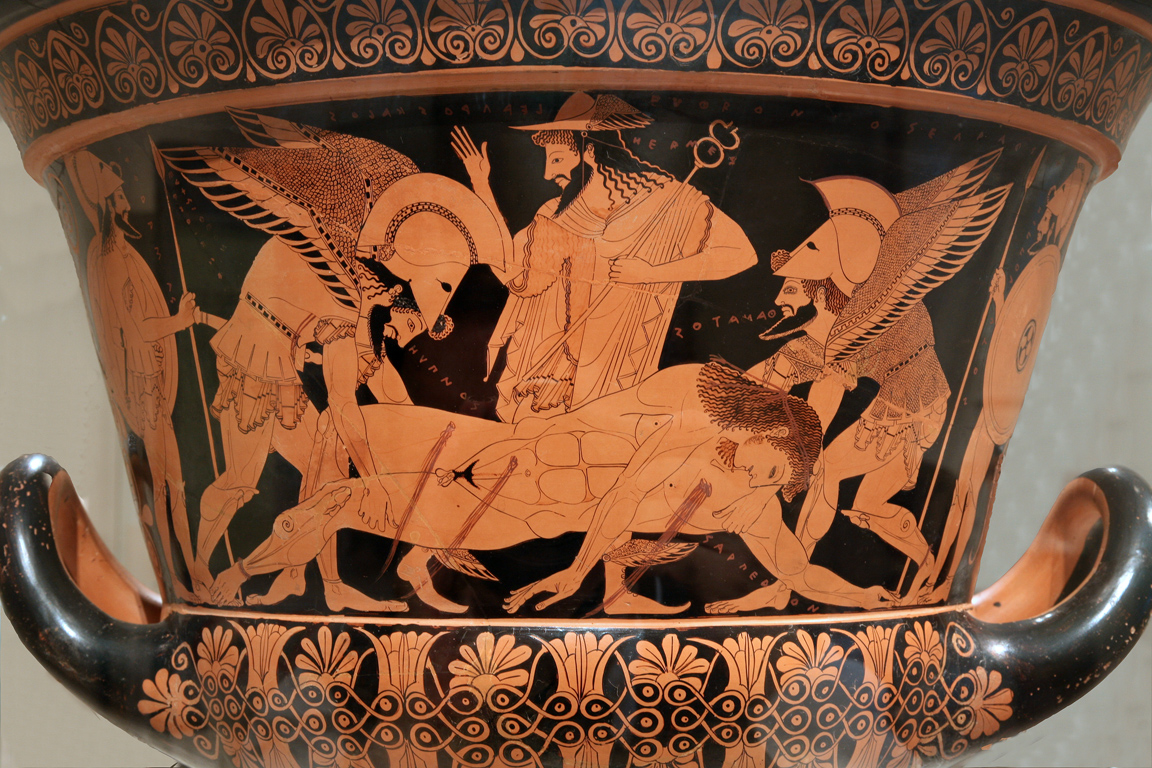
サルペードーンのクラテールの正面

「サルペードーンのクラテール」または「エウフロニオスのクラテール」は紀元前515年ごろのもので、一般にエウフロニオスの最高傑作とされている。初期の有名な作品と同様、エウフロニオスは構図の真ん中にサルペードーンを配置した。ゼウスの命でタナトスとヒュプノスがサルペードーンの遺体を戦場から運び出す場面を描いている。中央の背後にヘルメースが描かれており、死出の旅に同伴する役割を担っている。構図の両端には真っ直ぐ前方を見つめるトロイ兵が描かれており、目の前で行われていることに全く気づいていない様子である。各人物には名前だけでなく説明文が付与されている。エウフロニオスは意図的に薄いスリップ（液状粘土）を使い、様々な色合いを出すことで場面に活気を与えている。しかしこのクラテールは、絵画表現の頂点であるだけでなく、エウフロニオスの芸術家としての頂点でもある。また、この陶器は赤絵式の様式の発展においても新たな段階を表している。萼型クラテールの形状は、黒絵式時代の陶工で絵付師のエクセキアスが考案したものだが、エウフロニオスは赤絵式に適した新たな工夫を形状にも凝らしている。取っ手、脚部、胴体下部の丸い部分を黒く塗るため、赤絵式の図像を描ける範囲は厳密に決まってしまう。エウフロニオスは通常通り、絵の周りに渦巻模様の枠を描いている。絵そのものはエウフロニオスの典型的な描法であり、力強くダイナミックで緻密であり、解剖学的に正確でありながら、哀感を漂わせている。陶工も絵付師もこの作品の出来に満足したらしく、両方が署名している。このクラテールはエウフロニオスの作品としては唯一完全な形で現存している。ニューヨークのメトロポリタン美術館で1972年から展示している。正式には2006年2月に所有権がイタリアに戻されていたが、メトロポリタン美術館が2008年1月まで賃貸で展示し続けていた。現在はローマにある。
サルペードーンのクラテールの背面は単純な武装する場面が描かれており、粘土が乾く前に急いで描かれたものである。明らかに同時代の場面であり、複数の若者が戦争のための装備を身につけている場面である。同時代の場面を描くこともエウフロニオスが赤絵式にもたらした革新であり、新たな現実主義を象徴している。日常生活を描いた絵と神話を描いた絵を1つの作品に同居させるという手法は、エウフロニオスやその追随者たちの多くの作品の特徴となっている。

### 日常生活を描く

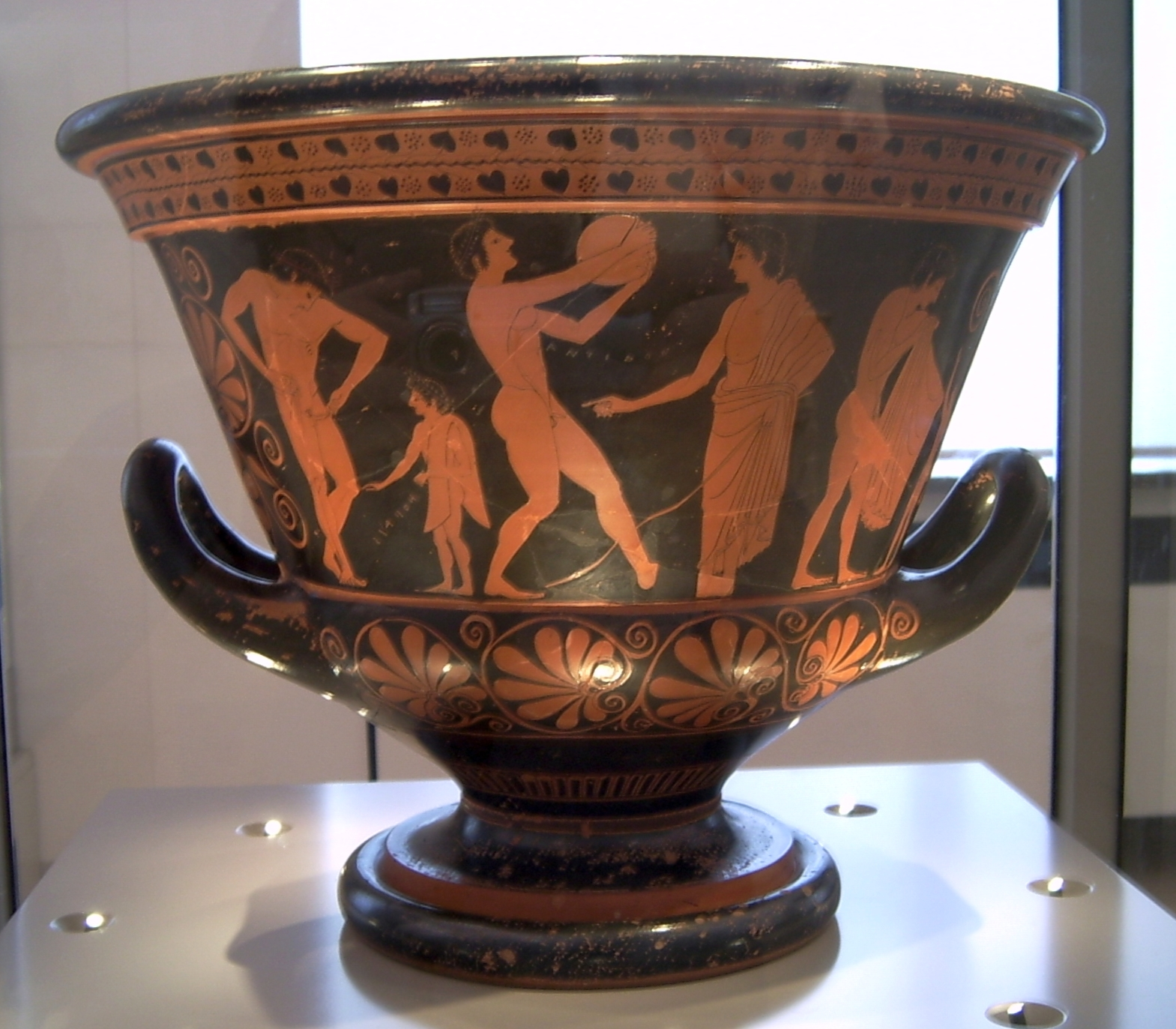
ベルリン古代美術館: 競技前の準備をする選手たち。紀元前510年から500年ごろ

神話を主題とする以外にも、エウフロニオスは日常生活を描いた陶器を多数制作している。ミュンヘン古代美術博物館にある萼型クラテールにはシンポシオンが描かれている。4人の男が長いすに横たわってワインを飲んでいる。"Syko" という名が添えられたヘタエラ（酌婦、娼婦）が笛を吹いており、Ekphantides という名の主人がアポローンを称える歌を歌っている。その口から現代の漫画のフキダシように歌詞が書かれている。このような絵はかなりありふれたものである。これはおそらく描かれているのと似たような状況で使われる陶器だったということが理由の1つだが、エウフロニオスのような絵付師がこれに描かれたような会に参加していたか、参加したいと思っていたことを表していると見られている（絵付師の当時の社会的地位は解明されていない）。
サンクトペテルブルクのエルミタージュ美術館には署名のあるプシュクテールがあり、これもよく知られている。4人のヘタエラがもてなしている様子を描いている。そのうちの1人には Smikra と名が添えられており、若い絵付師スミクロスを冗談めかしてほのめかしたものではないかとされている。
宴会の絵とは別に、パライストラを描いたものもあり、動きや筋肉を存分に描くことができた。例えばエウフロニオスの黒絵式の現存する唯一の作品（断片）があり、これはアテネのアクロポリスで見つかった。パンアテナイア祭のアンフォラ(en)だったと見られ、アテーナーの頭部が断片的に確認できる。背面と思われる側には、パンアテナイア祭のアンフォラが賞品として与えられたパンアテナイア祭の競技(en)の場面が描かれている。

## 後期
エウフロニオスの後期の作品は帰属の特定が非常に難しい。これは他の絵付師がエウフロニオスの作品をそっくり真似たり、作風を真似ることが多くなったことが大きな要因である。
アレッツォ近郊で18世紀に見つかった署名のない渦巻型クラテールがよく知られている。胴部分の主要な絵は明らかにエウフロニオスのものとわかる。中央にヘーラクレースとテラモーンがアマゾーンと戦っている場面が描かれている。テラモーンはスキタイ風の衣装を纏った傷ついたアマゾーンに致命的一撃を加えようとしている。ヘーラクレースは矢を向けているアマゾーン Teisipyle と戦っている。この後期の作品はエウフロニオスがさらに新たな表現形態を模索していたことを示す例である。印象的なダイナミックさを特徴とし、テラモーンの脚は非常にねじれた位置に描かれている。首の周りにはコモスが帯状に描かれているが、エウフロニオスの手によるものではないと見られ、おそらく弟子のスミクロスか誰かが描いたものではないかとされている。
そのクラテールは他の多くの作品に影響を与えたと見られている。例えば、あるアンフォラ（ルーヴル美術館 G 107）はほとんど同じ場面を描いているが、その作風はエウフロニオスのものとは大きく異なる。このアンフォラに描かれたヘーラクレースには「彼はスミクロスに属するようだ」という意味の奇妙な文が添えられている。このため、この絵は2人の絵付師の合作と見られている。別のアンフォラ (Leningrad 610) も同じ場面を描いているが、こちらではヘーラクレースが射手として描かれている。この作品は描かれている場面だけでなく作風もエウフロニオスのものに近く、Beazley は躊躇しながらこれをエウフロニオスに帰属させた。問題は、スミクロスの技量や作風が師匠に極めて近くなったため、作品を区別することが困難になったことである。
エウフロニオスの絵付師としての作品群 (Louvre G 33, Louvre G 43) は強い単純化が特徴である。構図は初期のものより大雑把だが、これは紀元前500年以降エウフロニオスが陶工としての仕事に集中するようになったためではないかとされている。

## 陶工としてのエウフロニオス
紀元前500年ごろ、エウフロニオスは陶芸工房の経営を引き継いだと見られる。古代ギリシアの陶芸の歴史上、陶工としても絵付師としても活動することは珍しくない。同時代では、フィンティアス(en)やエウテュミデスがやはり陶工としても活動している。エウフロニオスが特別なのは、最初は絵付師としてのみ活動し、その後陶工としてのみ活動するようになった点である。

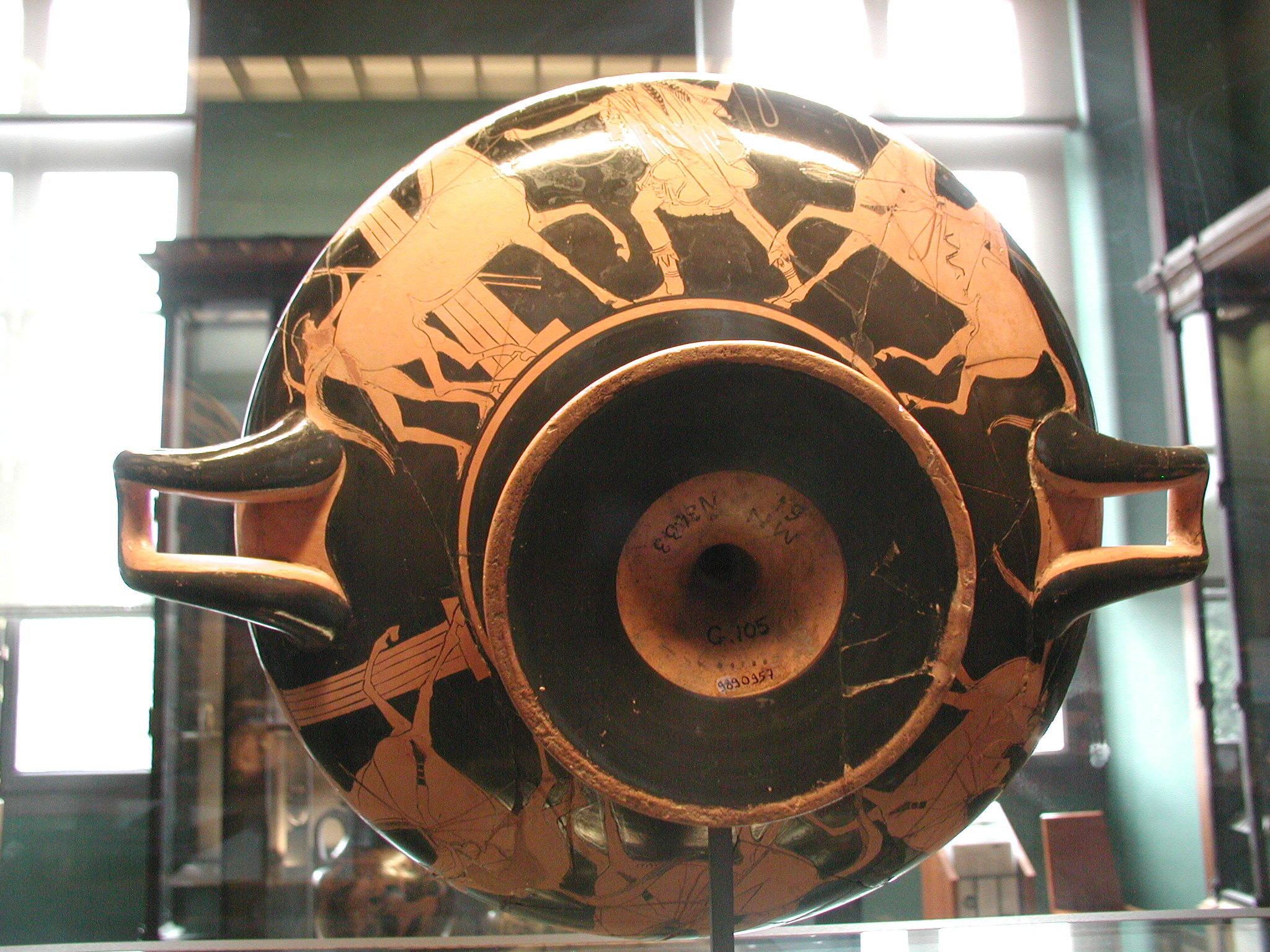
パリ ルーヴル美術館 G 105: エウフロニオスが陶工として署名している碗。絵付けはオネシモス (en)

数年間、エウフロニオスの工房は主に碗を生産していた。工房を構えた陶工はいわば個人事業主であり、絵付師は従業員だった。したがって、陶工の方が金が儲かるため、エウフロニオスもこのような転身をしたと見られている。他にも、エウフロニオスが陶工（陶芸）という技能に魅せられたためだという説もある。実際、陶工としての腕もよかった。彼が陶工として署名した作品は絵付師として署名した作品よりも多く現存している。また、視力が悪化したために転職したという説もある。この最後の説を補強する証拠として、アクロポリスに供物として捧げられた陶器がある。その破片にはエウフロニオスの名と hygieia（健康）という文字が記されていた。しかし、この証拠は目が悪いというようなことではなく、もっと一般的な健康を祈ったものだという説が有力である。
彼が主に碗を生産したという点は興味深い。それまで碗は他の形状の陶器より一段下に見られていて、一流でない絵付師が絵を描いていた。それに対して彼は一流の絵付師（オネシモス(en)、ドゥーリス(en)、アンティフォンの画家 (en)、トリプトレモスの画家 (en)、ピストクセノスの画家 (en)）を雇って描かせていた。